# Go Ahead in het seizoen 1965/66
Het seizoen 1965/1966 was het 12e jaar in het bestaan van de Deventerse betaaldvoetbalclub Go Ahead. De club kwam uit in de Eredivisie en eindigde daarin op de vijfde plaats. Tevens deed de club mee aan het toernooi om de KNVB Beker, hierin werd in de halve finale verloren van ADO (2–4).

## Wedstrijdstatistieken

### Eredivisie
|       | ADO   | Ajax  | DOS   | DWS   | Elinkwijk | Feijenoord | Fortuna '54 | GVAV  | Heracles | MVV   | PSV   | Sparta | Telstar | FC Twente '65 | Willem II |
| ----- | ----- | ----- | ----- | ----- | --------- | ---------- | ----------- | ----- | -------- | ----- | ----- | ------ | ------- | ------------- | --------- |
| Thuis | 0 – 1 | 1 – 2 | 1 – 1 | 2 – 1 | 3 – 0     | 1 – 2      | 0 – 0       | 2 – 0 | 2 – 0    | 1 – 1 | 3 – 1 | 2 – 2  | 2 – 1   | 2 – 0         | 5 – 2     |
| Uit   | 4 – 0 | 4 – 0 | 1 – 5 | 1 – 2 | 0 – 0     | 0 – 0      | 0 – 4       | 2 – 4 | 0 – 0    | 1 – 0 | 2 – 2 | 0 – 3  | 0 – 1   | 3 – 1         | 1 – 0     |

### KNVB Beker
| Groepsfase                                         | Go Ahead                                              | 3 – 0 (1 – 0) | Vitesse                                            |
| 19 september 1965 Plaats: Deventer Vetkampstraat   | Gerrit Niehaus 30' Wietse Veenstra 65', 81'           |               |                                                    |
| Groepsfase                                         | Wageningen                                            | 0 – 1 (0 – 1) | Go Ahead                                           |
| 7 november 1965 Plaats: Wageningen Wageningse Berg |                                                       |               | 15' Gerard Wüstefeld                               |
| Groepsfase                                         | Go Ahead                                              | 2 – 0 (2 – 0) | N.E.C.                                             |
| 2 januari 1966 Plaats: Deventer Vetkampstraat      | Wietse Veenstra 31' Jan Boekestein 40'                |               |                                                    |
| 2e ronde                                           | Go Ahead                                              | 3 – 0 (2 – 0) | Feijenoord                                         |
| 30 maart 1966 Plaats: Deventer Vetkampstraat       | Cor Adelaar 30' Jan Boekestein 38' Gerrit Niehaus 62' |               |                                                    |
| Kwartfinale                                        | Go Ahead                                              | 1 – 0 (1 – 0) | Ajax                                               |
| 21 april 1966 Plaats: Deventer Vetkampstraat       | Gerrit Niehaus 9'                                     |               |                                                    |
| Halve finale                                       | Go Ahead                                              | 2 – 4 (1 – 4) | ADO                                                |
| 12 mei 1966 Plaats: Utrecht Galgenwaard            | Cor Adelaar 11' Gerrit Niehaus 62'                    |               | 17', 38' Harrie Heijnen 42' (pen.), 44' Kees Aarts |

### Europacup II
| 1e ronde                                         | Go Ahead        | 0 – 6 (0 – 2)    | Celtic FC                                                           |
| 29 september 1965 Plaats: Deventer Vetkampstraat |                 | Wedstrijdverslag | 26', 56', 70' Bobby Lennox 29' John Hughes 47', 78' Jimmy Johnstone |
| 1e ronde                                         | Celtic FC       | 1 – 0 (1 – 0)    | Go Ahead                                                            |
| 7 oktober 1965 Plaats: Glasgow Celtic Park       | Joe McBride 12' |                  |                                                                     |

## Statistieken Go Ahead 1965/1966

### Eindstand Go Ahead in de Nederlandse Eredivisie 1965 / 1966
| Stand | Gespeeld | Gewonnen | Gelijk | Verloren | Punten | Doelpunten voor | Doelpunten tegen |
| ----- | -------- | -------- | ------ | -------- | ------ | --------------- | ---------------- |
| 5e    | 30       | 14       | 8      | 8        | 36     | 49              | 33               |

### Topscorers
| #                    | Naam             | Goal |
| -------------------- | ---------------- | ---- |
| 1.                   | Jan Boekestein   | 12   |
| 2.                   | Wietse Veenstra  | 9    |
| 3.                   | Gerrit Niehaus   | 6    |
| 4.                   | Pleun Strik      | 4    |
| 5.                   | Cor Adelaar      | 3    |
| 5.                   | Peter Ressel     | 3    |
| 5.                   | Roel Greving     | 3    |
| 5.                   | Nico van Zoghel  | 3    |
| 9.                   | Gerard Wüstefeld | 2    |
| 10.                  | Gerard Somer     | 1    |
| 10.                  | Henk Warnas      | 1    |
| Onbekende doelpunten |                  |      |
| –                    | Onbekend         | 2    |
| Totaal               | Totaal           | 49   |

| #      | Naam             | Goal |
| ------ | ---------------- | ---- |
| 1.     | Gerrit Niehaus   | 4    |
| 2.     | Wietse Veenstra  | 3    |
| 3.     | Cor Adelaar      | 2    |
| 3.     | Jan Boekestein   | 2    |
| 5.     | Gerard Wüstefeld | 1    |
| Totaal | Totaal           | 12   |

| #      | Naam        | Goal |
| ------ | ----------- | ---- |
| –      | Geen speler | 0    |
| Totaal | Totaal      | 0    |

## Voetnoten
ADO ·
Ajax ·
DOS ·
DWS ·
Elinkwijk ·
Feijenoord ·
Fortuna '54 ·
Go Ahead ·
GVAV ·
Heracles ·
MVV ·
PSV ·
Sparta ·
Telstar ·
FC Twente '65 ·
Willem II